# Ancyluris mira
Ancyluris mira är en fjärilsart som beskrevs av William Chapman Hewitson 1874. Ancyluris mira ingår i släktet Ancyluris och familjen Riodinidae. Inga underarter finns listade i Catalogue of Life.

## Bildgalleri

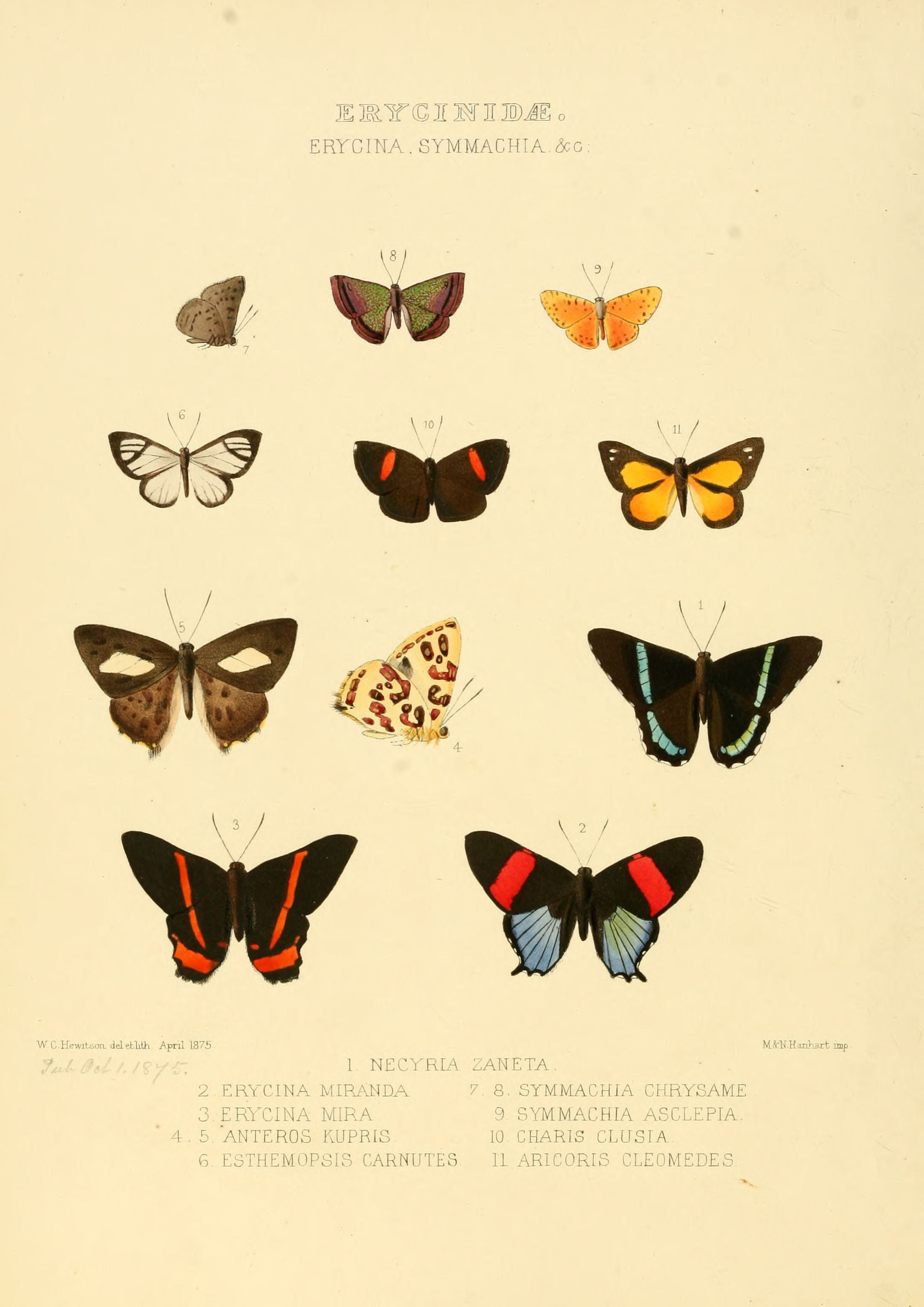